# Transtorno de personalidade histriônica
Perturbação de personalidade histriónica (PPH) (português europeu) ou transtorno de personalidade histriônica (TPH) (português brasileiro) é definido pela Associação Americana de Psiquiatria como um transtorno de personalidade caracterizado por um padrão de emocionalidade excessiva e necessidade de chamar atenção para si mesmo, incluindo a procura de aprovação e comportamento inapropriadamente sedutor, normalmente a partir do início da idade adulta. Tais indivíduos são vívidos, dramáticos, animados, flertadores e alternam seus estados entre entusiásticos e pessimistas.
Podem ser também inapropriadamente provocativos sexualmente, expressarem emoções de uma forma impressionável e facilmente influenciados por outros. Entre as principais características relacionadas estão egocentrismo, desorganização egoica, autoindulgência, anseio contínuo por admiração, e comportamento persistente e manipulativo para suprir suas próprias necessidades.

## Prevalência

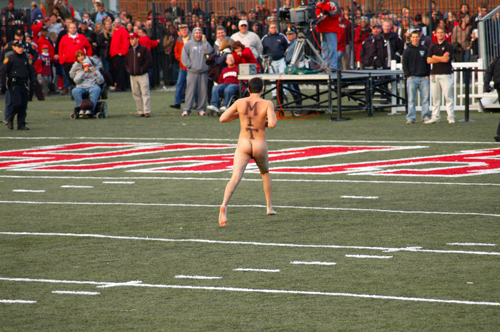
Atos de exibicionismo podem ser indicativos de personalidade histriônica.

Existem poucos dados de estudos de prevalência desse transtorno, os que existem indicam uma prevalência na população de cerca de 2-3%. Já em contextos ambulatoriais e de internação em saúde mental, ao utilizar-se de avaliações mais estruturadas, as taxas foram identificadas como cerca de 10 a 15% dos casos.
Ainda que algumas pesquisas sugiram que a proporção seja próxima entre os sexos, este diagnóstico tem sido muito mais frequente em mulheres. Enquanto os homens tenderiam a exibir masculinidade e habilidades físicas, as mulheres tenderiam a exaltar sua feminilidade e sensualidade.
Esquemas de diagnósticos diferenciais compreendem que homens com sintomas similares tendam a ser diagnosticados com transtorno de personalidade narcisista. Visto que a sintomatologia do quadro coincide com uma expressão exagerada do sexo feminino, tem sido considerado o negativo do transtorno de personalidade antissocial, frequentemente associado a uma expressão exagerada de masculinidade.

## Características
Pessoas com este transtorno, em geral, têm dificuldades no convívio social e em obter sucesso profissional. Geralmente possuem bons dotes sociais em um círculo restrito de pessoas, e tendem a usá-los para manipular os outros para tornarem-se o centro das atenções. Esse padrão comportamental acaba por afetar tais relacionamentos sociais, profissionais ou românticos, assim como sua habilidade em lidar com perdas ou fracassos.
Esses indivíduos começam bem relacionamentos, porém tendem a hesitar quando profundidade e durabilidade são necessários, alternando entre extremos de idealização e desvalorização. São pessoas caracterizadas pela infidelidade contumaz e inconsequente em relações amorosas. Com o fim de relações românticas, podem buscar tratamento para depressão, embora isto não seja de forma alguma uma característica exclusiva a este transtorno. Inicialmente, o TPH pode ser confundido com a mitomania.
Frequentemente, não conseguem visualizar sua própria situação pessoal de forma realista e tendem, ao invés disso, a dramatizar e exagerar suas dificuldades. Podem passar por frequentes mudanças de motivação no trabalho, pois entediam-se facilmente e têm problemas em lidar com frustração e críticas. Por costumarem ansiar por novidades e excitação, podem colocar-se em situações de risco. Todos esses fatores podem aumentar o perigo de desenvolvimento de depressão.
Entre os sintomas principais estão:
- Comportamento exibicionista;
- Busca constante por apoio ou aprovação;
- Dramatização excessiva com demostrações exageradas de emoção, tais como abraçar alguém que acabou de conhecer ou chorar incontrolavelmente durante um filme ou música triste[4];
- Sensibilidade excessiva frente a críticas ou desaprovações;
- Orgulho da própria personalidade, relutância em mudar e qualquer tentativa de mudança é vista como ameaça;
- Aparência ou comportamento inapropriadamente sedutor[4];
- Sintomas somatoformes, e utilização destes sintomas como meio de chamar atenção;
- Necessidade de ser o centro das atenções;
- Baixa tolerância a frustração ou a demora por gratificação;
- Angústia provocada pela alternância de crença nas próprias mentiras insustentáveis (mitomania);
- Rápida variação de estados emocionais, que podem parecer superficiais ou exagerados a outrem;
- Tendência em crer que relacionamentos são mais íntimos do que na realidade o são;
- Decisões precipitadas;
- Difamação de pessoas que competem com sua atenção (cônjuges de pessoas próximas, p. ex.).

## Causas
A causa deste transtorno é desconhecida, mas eventos da infância como mortes ou doenças de familiares próximos, que resultam em ansiedade constante, divórcio ou problemas de relacionamento dos pais e principalmente genética podem estar envolvidos. Poucas pesquisas foram realizadas para determinar as fontes biológicas, se é que existem, deste transtorno. Teorias psicanalíticas incriminam atitudes autoritárias ou distantes por um (principalmente a mãe) ou ambos os pais, ou os pais desses pais, ou amor baseado em expectativas que a criança jamais poderia alcançar.

## Diagnóstico

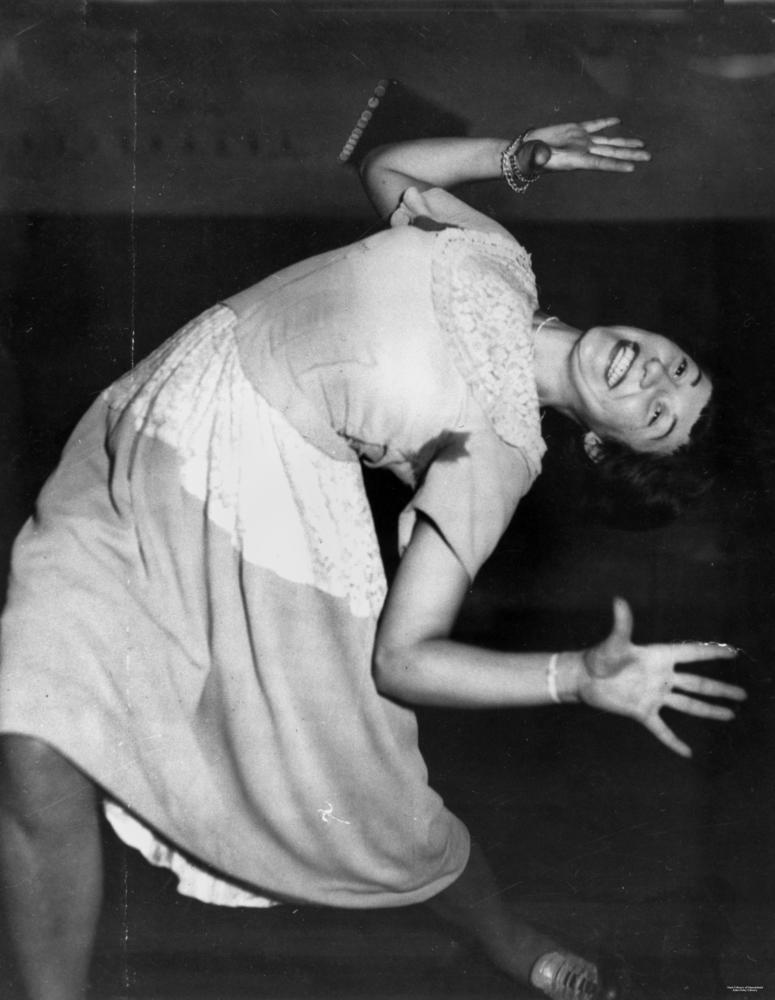
Artistas podem exibir traços de personalidade histriônica, mas estes apenas constituem um transtorno quando são inflexíveis, socialmente inapropriados e persistentes mesmo quando inadequados e causam prejuízo e sofrimento significativo a si mesmo ou a outros.

O comportamento, aparência e histórico da pessoa, juntamente com uma avaliação psicológica, são normalmente suficientes para estabelecer o diagnóstico. Não há um teste específico para confirmá-lo. Pelo critério ser subjetivo, algumas pessoas podem ser diagnosticadas erroneamente como sendo portadoras do transtorno, enquanto outras com o transtorno podem ser diagnosticadas como não portadoras. Para que seja eliminado o falso positivo, o diagnóstico é baseado no conjunto de características sintomáticas do indivíduo. O tratamento costuma ser consequência da depressão associada a dissolução de relacionamentos românticos. A medicação tem pouco efeito neste transtorno de personalidade, mas pode ajudar em sintomas como a depressão. A psicoterapia também pode auxiliar no tratamento.

### DSM-IV-TR 301.50
O Manual Diagnóstico e Estatístico de Transtornos Mentais (4ª ed., DSM IV-TR), geralmente utilizado para diagnosticar transtornos mentais, define o transtorno de personalidade histriônica como:
Um padrão predominante de emocionalidade em excesso e procura por atenção, a partir do começo da idade adulta e presente em uma variedade de contextos, como indicado por cinco (ou mais) dos seguintes:
1. Desconforto em situações em que não são o centro das atenções;
2. Interação com os outros caracterizada por sedução sexual inapropriada ou comportamento provocador;
3. Rápidas alterações e superficialidade na expressão emocional;
4. Uso da aparência física para chamar a atenção;
5. Discurso excessivamente impressionista e com pouco pormenor;
6. Auto dramatização, teatralidade e exagero na expressão emocional;
7. Sugestionabilidade, Influenciáveis facilmente pelos outros ou pelas circunstâncias;
8. Considerar muito íntimas relações que não o são.

É exigido pelo DSM IV-TR que o diagnóstico de quaisquer transtornos de personalidade específicos também satisfaça uma relação de critérios de transtornos de personalidade em geral.

### CID-10
A CID-10 da Organização Mundial da Saúde lista o transtorno de personalidade histriônica sob o código F60.4, sendo caracterizado por pelo menos três dos seguintes:
1. Dramatização, teatralidade, e expressão exagerada de emoções;
2. Sugestionabilidade, facilmente influenciável por outrem ou ambientes;
3. Afetividade superficial e instável;
4. Busca contínua por excitação e atividades clínicas onde o paciente é o centro das atenções;
5. Sedução inapropriada em aparência ou comportamento;
6. Busca de vários parceiros simultâneos;
7. Desprezo por diagnósticos, críticas e sugestões que não coincidam com seu comportamento;
8. Preocupação excessiva com aparência física, vestimenta e acessórios.
9. Em casos extremos, pode insinuar-se para depois ser receptiva ao assédio do sexo oposto, mesmo que de pessoas com pouca ou nenhuma intimidade;
10. Inconformismo com o fim de relacionamentos, seguido de TOC -Transtorno Obsessivo Compulsivo com prevalência à obsessão pelo déjà-vu na busca de reeditar relacionamentos que já não existem mais.

É exigido pela CID-10 que o diagnóstico de quaisquer transtornos de personalidade específicos também satisfaça uma relação de critérios de transtornos de personalidade em geral.

## Tratamento
Devido ao relativamente pouco material de pesquisa de apoio para trabalho em transtornos de personalidade e tratamentos a longo prazo com psicoterapia, as descobertas empíricas do tratamento de tais transtornos permanecem baseadas no método de avaliação de casos, conjunto de sintomas e em ensaios clínicos. Na base da apresentação do caso, o tratamento de escolha é psicoterapia e ou terapia cognitivo-comportamental, focada no autodesenvolvimento através da resolução de conflitos e no avanço de linhas de desenvolvimento inibidas. A terapia em grupo pode auxiliar os indivíduos a aprenderem a controlar a exibição de comportamentos excessivamente dramáticos, insinuantes ou permissivos, mas devem ser monitoradas com atenção, pois podem fornecer ao paciente uma plateia para que se apresente, perpetuando assim o comportamento histriônico.
Os terapeutas especializados sabem que o Transtorno de Personalidade Histriônica (TPH) é retropatológico, o que pode agravar o quadro clínico. A permissividade, a sedução compulsiva, e a busca inadequada por ser o centro das atenções causam na pessoa portadora desta síndrome o efeito reverso ao desejado nas pessoas que a cercam e instalam na mente do paciente outras patologias psicossociais alienantes, como o eremitismo (voluntário) ou o simples isolamento social (consequência), agravando o histrionismo. Em ambientes terapêuticos, constatou-se ser este um dos motivos do fracasso nas relações afetivas do portador de TPH. Como em uma relação afetiva não é aceito um comportamento sedutor compulsivo, permissividades e intimidades inadequados com terceiros, os relacionamentos afetivos tendem ao estado limítrofe entre a superficialidade e a cisão.
Segundo Gabbard (1988) e Freemann (2007), o achado comum de anorgasmia nas mulheres portadoras de TPH está relacionado a um desejo inconsciente de alcançar o poder de atenção sobre os homens por meio do ato sexual corriqueiro e inconsequente. De maneira inconsciente, a portadora do transtorno de personalidade histriônica possui antagonismologia patológica e pode ser diagnosticada como erotopata, praticante de permissividade sexual, ou vulgaridade patológica, instalando a contradição mental que atinge sua ferida narcísica e retroalimenta a patologia. Conforme o Manual Diagnóstico e Estatístico de Transtornos Mentais (4ª edição, DSM IV-TR), pela sua sugestionabilidade e pelas suas características fenomenológicas, o paciente portador de TPH é manipulador, mas deve ser convencido pelo terapeuta que, por explicitar estas características, pode também ser facilmente manipulado de forma ardilosa por outrem, provocando a satisfação de suas dependências patológicas (manipulação egoica) como assédios constantes, elogios a sua aparência e comentários que a façam sentir-se o centro das atenções. O manipulador cativa a portador de TPH para depois atingir seus objetivos escusos. Existe também uma abordagem de terapia cognitivo-comportamental voltada para o tratamento de transtornos de personalidade conhecida como Terapia do esquema, desenvolvida por Jeffrey Young em 1995. Nesta psicoterapia, o psicólogo ensina o paciente a:
1. Perceber os prejuízos e sofrimentos que seu esquema mal adaptativo resulta em sua vida e na dos outros, caracterizado por transtorno de personalidade dissocial (Código: F60.2);
2. Identificar os desencadeadores de seus comportamentos não saudáveis de agir;
3. Identificar os danos a sua própria imagem;
4. Desenvolver testes para verificação de crenças irrealistas;
5. Desenvolver comportamentos alternativos mais saudáveis e eficientes.

Ao contrário de outras pessoas que sofrem de transtornos de personalidade, histriônicos são mais rápidos a procurar tratamento, exageram seus sintomas, gostam de contar suas dificuldades e problemas, apreciam a atenção provocada e gostam de ser observados e examinados por médicos e psicólogos. Nesses casos, o terapeuta não deve se permitir ser a tela branca para as projeções do paciente.  Comportamentos autodestrutivos e ameaças de suicídio devem ser levadas a sério, cabendo ao terapeuta fazer um acordo para que o paciente telefone antes de cometer atos seriamente irresponsáveis ou autodestrutivos. O terapeuta frequentemente deve ser cético, racional e paciente, estimulando o paciente a também desenvolver essas qualidades. Como estes pacientes também tendem a ter baixa autoestima e ser mais emocionalmente carentes, muitas vezes desenvolvem vínculos fictícios afetivos e íntimos com médicos, psicólogos e psiquiatras, agendando consultas desnecessárias e tornando-se relutantes em iniciar e depois em encerrar a terapia. Outro elemento muito importante, sempre presente no tratamento de pacientes portadores de TPH e com ampla repercussão no funcionamento mental deles, é a luta (preconsciente) contra a própria (e frequentemente também do ambiente) estigmatização. Essa empreitada costuma gerar sintomas secundários, como a dissimulação e a mitomania, para atender uma certa necessidade de se mostrar normal.